# WR 142
WR 142 es una estrella Wolf-Rayet en la constelación del Cisne de magnitud aparente +12,96.
Es miembro del cúmulo Berkeley 87 y, aunque existe cierta controversia respecto a la distancia a la que se encuentra, se considera que ésta puede ser 1230 ± 40 pársecs, unos 4100 años luz.

## Características
WR 142 es una estrella de Wolf-Rayet de tipo espectral WO2.
Extraordinariamente caliente, tiene una temperatura efectiva de 200.000 K y su luminosidad es 501.000 veces superior a la luminosidad solar.
Las estrellas WO son muy escasas, hasta el punto de que sólo se conocen cuatro de ellas en la Vía Láctea, siendo WR 102 una estrella de características semejantes a WR 142.
Difieren significativamente de las estrellas de Wolf-Rayet WC y son objetos muy compactos.
WR 142, con una masa veinte veces mayor que la del Sol, tiene un radio equivalente apenas al 60% del radio solar. En un artículo publicado en 2015, sin embargo, se da una luminosidad de 240.000 veces la del Sol y un radio apenas un 40% el del solar
Se ha sugerido que estas estrellas pueden estar en un estado de fusión de carbono.
Son «rotores» muy rápidos, pudiendo su velocidad de rotación proyectada alcanzar los 1000 km/s.
WR 142 emite rayos X duros y pierde masa a razón  1,03 × 10-5 veces la masa solar cada año.
La velocidad terminal de su viento estelar alcanza los 5000 km/s.

## Evolución
El lugar que ocupan las estrellas WO dentro de la evolución estelar no es bien conocido.
Parecen evolucionar a partir de estrellas con una masa inicial superior a 40 masas solares, siendo una etapa posterior a la de variable luminosa azul (LBV). Alternativamente, podrían provenir de estrellas WNL de rápida rotación.
Se piensa que su destino final es acabar explosionando como supernovas o incluso ser las precursoras de brotes de rayos gamma.
Tramper et al sugieren también que WR142 puede estallar dentro de 2000 años, de modo que debido a la distancia a la que se halla dicho astro podría ya haber explotado y la luz de la supernova/BRG estar en camino a nosotros, no llegando a nosotros hasta dentro de una cantidad similar de años.